# Isonokami no Maro
Isonokami no Maro (石上麻呂, 640 - 22 avril 717) est une personnalité politique japonaise de la période Asuka et du début de l'époque de Nara. Son nom de famille est Mononobe no Muraji, plus tard Mononobe no Ason et Isonokami no Ason. Il atteint le rang de cour de 正二位 (shō ni-i), sadaijin et 従一位 (ju ichi-i) à titre posthume.
En 672, il soutient le prince Ōtomo (plus tard connu sous le nom empereur Kōbun) lors de la guerre de Jinshin jusqu'au suicide du prince. Il est pardonné et envoyé comme émissaire à Silla en 676. Après cela, il sert comme juge (法官) et chef du dazaifu en 700. Il est au centre de la vie politique avec une promotion comme dainagon  en 701, udaijin en 704 et sadaijin  en 708. Entre 715 et sa mort en 717 Maro est l'homme le plus puissant du daijō-kan.
Il passe pour servir de modèle pour Isonokami no Marotari (石上まろたり), l'un des cinq nobles prétendants de la princesse Kaguya dans « Le Conte du coupeur de bambou ».

## Ascension vers le pouvoir
Mononobe no Maro apparaît pour la première fois dans les documents historiques à la fin de la guerre de Jinshin de 672, du côté du prince Ōtomo. Ses activités durant la guerre ne sont pas connues mais Maro, avec quelques autres obligés, suivent le prince jusqu'à son suicide.
En 676, Maro est envoyé à Silla comme ambassadeur. Le Japon et Silla échangent fréquemment des émissaires à cette époque. Maro rentre près de quatre mois plus tard. Pourquoi l'empereur Tenmu accorde-t-il une telle situation à Maro après la défaite de con camp est incertain. Il se peut que sa fidélité au service de son maître jusqu'à la fin lui a valu quelque respect. Sinon, les services méritoires de Enoi no Okimi (ja), également de la famille Mononobe, du côté de Tenmu ont peut-être adouci le traitement réservé à sa famille. Quatre mois après le retour de Maro, Okimi meurt et il est nommé à titre posthume chef de la famille.
Avec la réforme du système kabane en 684, le kabane du clan Mononobe change de Muraji pour celui ason. Le nom du clan semble avoir été changé pour Isonokami à cette époque. Au service funéraire de l'empereur Tenmu, Maro délivre un message de condoléances en tant que représentant du ministère de la justice.
En 689, Maro est envoyé dans la province de Tsukushi avec 石川虫名 (Ishikawa no Mushina) pour décerner des diplômes de rang de cour. Il participe à la cérémonie d'intronisation de l'impératrice Jitō en 690 et en 700 est nommé responsable du Dazaifu.
En 701, il est promu 正三位 (shō san-mi) et élevé du rang de chūnagon à celui de dainagon selon les dispositions du nouveau code de Taihō.
Plus tard cette même année, Tajihi no Shima (ja) meurt et Maro part avec le prince Osakabe offrir un cadeau de l'empereur à sa maison. Lorsque l'udaijin Abe no Miushi (ja) meurt en 703, Maro est de nouveau envoyé pour porter cadeaux et condoléances.

## En tant quedaijin
En 704, Maro possède le rang de 従二位 (ju ni-i) et se voit promu udaijin. Il est maintenant le deuxième plus haut fonctionnaire après le 知太政官事 (chi-daijō-kanji) prince Osakabe et le plus haut fonctionnaire en dehors de la famille impériale. En 705, Osakabe est remplacé par le prince Hozumi comme chi-daijō-kanji.
En 708, Maro se voit accorder le rang de 正二位 (shō ni-i) en compagnie de Fujiwara no Fuhito. Deux mois plus tard, Maro est promu au poste depuis longtemps vacant de sadaijin et Fuhito occupe son poste en tant qu'udaijin. Cependant, Fuhito est censé avoir été le véritable détenteur du pouvoir politique à cette époque.
En 710, la capitale est déménagée à Heijō-kyō et Maro nommé responsable de l'ancienne capitale. Quatre mois plus tard, son serviteur Musa no Saga (牟佐相摸) offre à l'empereur un melon de bon augure et fonctionnaires civils et militaires déclarent leurs félicitations à l'empereur.
En 715, le prince Hozumi meurt, laissant Maro le vassal de plus haut rang. Le 3 mars 717 Maro meurt à l'âge de 78 ans. L'impératrice Genshō déplore profondément sa perte et envoie le prince Nagaya et Tajihi no Miyakemaro (多治比三宅麻呂) pour une mission de condoléances à son domicile et lui accorde le rang posthume de 従一位 (ju ichi-i). Des condoléances sont présentées par des représentants du Daijō-kan, les nobles au-dessus du cinquième rang et les nobles en dessous du sixième rang. Le Shoku Nihongi rapporte qu'« il n'y a personne parmi le peuple qui ne pleure sa perte » (追慕し痛惜しない百姓はなかった). Huit mois plus tard, des cadeaux supplémentaires lui sont faits, de la soie brute, du fil, du coton et des vêtements.

## Généalogie
- Père : Mononobe no Umaro (物部宇麻呂, aussi 馬古, 宇麻乃?)
- Mère : inconnue
- Épouse : inconnue
- Fils : Isonokami no Azumabito (石上東人?)
  - Fils : Isonokami no Katsuo (石上勝男?)
  - Fils : Isonokami no Otomaro (石上乙麻呂?, ?-750)
  - Fils : 石上諸男 (Isonokami no Morō?)
  - Fils : 石上大島 (Isonokami no Ōshima?)
  - Fille : épouse principale de Fujiwara no Umakai

## Source de la traduction
- (en) Cet article est partiellement ou en totalité issu de l’article de Wikipédia en anglais intitulé « Isonokami no Maro » (voir la liste des auteurs).